# Katonatelep
Katonatelep is een plaats in Hongarije, in de gemeente Kecskemét van het comitaat Bács-Kiskun.